# Howard Lake
Howard Lake és una població dels Estats Units a l'estat de Minnesota. Segons el cens del 2000 tenia 1.853 habitants.

## Demografia
Segons el cens del 2000, Howard Lake tenia 1.853 habitants, 735 habitatges, i 490 famílies. La densitat de població era de 542 habitants per km².
Dels 735 habitatges en un 34,1% hi vivien nens de menys de 18 anys, en un 51,7% hi vivien parelles casades, en un 10,6% dones solteres, i en un 33,2% no eren unitats familiars. En el 27,9% dels habitatges hi vivien persones soles el 12,4% de les quals corresponia a persones de 65 anys o més que vivien soles. El nombre mitjà de persones vivint en cada habitatge era de 2,52 i el nombre mitjà de persones que vivien en cada família era de 3,1.
Per edats la població es repartia de la següent manera: un 28,4% tenia menys de 18 anys, un 9% entre 18 i 24, un 30,1% entre 25 i 44, un 18,6% de 45 a 60 i un 13,9% 65 anys o més.
L'edat mediana era de 33 anys. Per cada 100 dones de 18 o més anys hi havia 89,6 homes.
La renda mediana per habitatge era de 38.015 $ i la renda mediana per família de 49.327 $. Els homes tenien una renda mediana de 32.500 $ mentre que les dones 25.040 $. La renda per capita de la població era de 17.900 $. Entorn del 5,8% de les famílies i el 9,4% de la població estaven per davall del llindar de pobresa.

## Poblacions més properes
El següent diagrama mostra les poblacions més properes.